# أندريه جريبيل
أندريه جريبيل (بالألمانية: André Greipel) مواليد 16 يوليو 1982 في روستوك، ألمانيا الشرقية، هو دراج ألماني في صنف سباق الدراجات على الطريق. شارك في دورة الألعاب الأولمبية الصيفية.

## سجل النتائج

### سباقات أو مراحل فاز بها
| التاريخ        | السباق                                         | المركز                                                                    |
| -------------- | ---------------------------------------------- | ------------------------------------------------------------------------- |
| 07 أغسطس 2005  | طواف الدنمارك 2005                             | العاشر في التصنيف العام، الثاني في تصنيف النقاط، السادس في تصنيف أفضل شاب |
| 01 يناير 2008  | سباق نوكير كويرز 2008                          |                                                                           |
| 20 يناير 2008  | 2008 Down Under Classic                        | الفائز في التصنيف العام                                                   |
| 27 يناير 2008  | داون أندر 2008                                 | الفائز في التصنيف العام                                                   |
| 27 أغسطس 2008  | طواف إينكو 2008                                | الثاني في تصنيف النقاط، الخامس في التصنيف العام، السادس في تصنيف الجبال   |
| 06 سبتمبر 2008 | دويتشلاند تور 2008                             | التاسع في تصنيف النقاط                                                    |
| 14 سبتمبر 2008 | Tour de Nuremberg 2008                         | الفائز في التصنيف العام                                                   |
| 19 سبتمبر 2008 | كامبيونشاب فان فلانديرن 2008                   | الفائز في التصنيف العام                                                   |
| 03 أكتوبر 2008 | طواف مونستر 2008                               | الفائز في التصنيف العام                                                   |
| 10 مايو 2009   | أربعة أيام من دونكيرك 2009                     | الأول في تصنيف النقاط                                                     |
| 20 سبتمبر 2009 | طواف إسبانيا 2009                              | الأول في تصنيف النقاط                                                     |
| 08 أكتوبر 2009 | باريس بورج 2009                                | الفائز في التصنيف العام                                                   |
| 01 يناير 2010  | 2010 Trofeo Cala Millor                        |                                                                           |
| 01 يناير 2010  | 2010 Trofeo Magaluf-Palmanova                  | الفائز في التصنيف العام                                                   |
| 24 يناير 2010  | داون أندر 2010                                 | الفائز في التصنيف العام                                                   |
| 21 فبراير 2010 | طواف الغارف 2010                               | الأول في تصنيف النقاط                                                     |
| 05 أبريل 2010  | روند أم كولن 2010                              |                                                                           |
| 18 أبريل 2010  | طواف تركيا 2010                                |                                                                           |
| 15 أغسطس 2010  | طواف فاتينفول 2010                             |                                                                           |
| 01 يناير 2011  | سباق الطريق في بطولة العالم 2011               |                                                                           |
| 27 فبراير 2011 | كرونا بروكسل 2011                              |                                                                           |
| 16 سبتمبر 2011 | كامبيونشاب فان فلانديرن 2011                   |                                                                           |
| 15 يناير 2012  | 2012 Down Under Classic                        | الفائز في التصنيف العام                                                   |
| 03 يونيو 2012  | طواف لوكسمبورغ 2012                            |                                                                           |
| 10 يونيو 2012  | ProRace Berlin 2012                            | الفائز في التصنيف العام                                                   |
| 15 سبتمبر 2012 | جي بي إيبانيس-فان بيتيجم 2012                  | الفائز في التصنيف العام                                                   |
| 20 يناير 2013  | 2013 People's Choice Classic                   | الفائز في التصنيف العام                                                   |
| 28 أبريل 2013  | طواف تركيا 2013                                |                                                                           |
| 01 مايو 2013   | إشبورن-فرانكفورت 2013                          |                                                                           |
| 02 يونيو 2013  | دلتا تور زيلاند 2013                           | الفائز في التصنيف العام                                                   |
| 23 يوليو 2013  | 2013 Natourcriterium Roeselare                 |                                                                           |
| 28 يوليو 2013  | 2013 Tour de Bochum                            | الفائز في التصنيف العام                                                   |
| 07 سبتمبر 2013 | دراجات بروكسل الكلاسيكية 2013                  | الفائز في التصنيف العام                                                   |
| 23 فبراير 2014 | طواف عمان 2014                                 |                                                                           |
| 06 سبتمبر 2014 | دراجات بروكسل الكلاسيكية 2014                  | الفائز في التصنيف العام                                                   |
| 14 سبتمبر 2014 | غروت بريجس جيف شيرنز 2014                      | الفائز في التصنيف العام                                                   |
| 03 أكتوبر 2014 | طواف مونستر 2014                               | الفائز في التصنيف العام                                                   |
| 01 فبراير 2015 | تروفيو بالما 2015                              |                                                                           |
| 07 يونيو 2015  | طواف لوكسمبورغ 2015                            |                                                                           |
| 21 يونيو 2015  | ستير زي إل إم تور 2015                         | الفائز في التصنيف العام                                                   |
| 16 أغسطس 2015  | طواف إينكو 2015                                | الأول في تصنيف النقاط                                                     |
| 23 أغسطس 2015  | طواف فاتينفول 2015                             | الفائز في التصنيف العام                                                   |
| 28 يناير 2016  | تروفيو سيس سالينس 2016                         | الفائز في التصنيف العام                                                   |
| 31 يناير 2016  | تروفيو بالما 2016                              | الفائز في التصنيف العام                                                   |
| 12 يونيو 2016  | روند أم كولن 2016                              |                                                                           |
| 26 يونيو 2016  | بطولة ألمانيا لسباق الدراجات على الطريق 2016   | الفائز في التصنيف العام                                                   |
| 11 سبتمبر 2016 | طواف بريطانيا 2016                             | الفائز في تصنيف القتال                                                    |
| 01 يناير 2017  | طواف أوروبا للدراجات 2017                      |                                                                           |
| 26 يناير 2017  | تروفيو بوريرز-فيلانيتكس-سيس سالينس-كامبوس 2017 | الفائز في التصنيف العام                                                   |
| 19 فبراير 2017 | فولتا الغارف 2017                              | الأول في تصنيف النقاط                                                     |
| 30 سبتمبر 2017 | 2017 Omloop Eurometropool                      | الفائز في التصنيف العام                                                   |
| 03 أكتوبر 2017 | طواف مونستر 2017                               |                                                                           |
| 27 مايو 2018   | طواف بلجيكا 2018                               | الأول في تصنيف النقاط                                                     |
| 20 أغسطس 2019  | غروت بريجس ستاد زوتيجم 2019                    |                                                                           |
| 16 مايو 2021   | تروفيو ألكوديا-بورت دالكوديا 2021              | الفائز في التصنيف العام                                                   |

## وصلات خارجية
- الموقع الرسمي

## روابط خارجية
- أندريه جريبيل على موقع الاتحاد الدولي للدراجات (الإنجليزية)
- أندريه جريبيل على موقع أرشيف الدراجات (الإنجليزية)
- أندريه جريبيل على موقع إحصائيات الدراجات الإحترافية (الإنجليزية)
- أندريه جريبيل على موقع نسبة الدراجات (الإنجليزية)
- أندريه جريبيل على موقع CycleBase (الإنجليزية)
- أندريه جريبيل على موقع CyclingDatabase.com (مؤرشف) (الإنجليزية)
- أندريه جريبيل على موقع اللجنة الأولمبية الدولية (الإنجليزية)
- أندريه جريبيل على موقع أوليمبيديا (الإنجليزية)
- أندريه جريبيل على موقع اللجنة الأولمبية الألمانية (الألمانية)